# Kristína Kučová
Kristína Kučová, née le 23 mai 1990 à Bratislava, est une joueuse de tennis slovaque, professionnelle depuis 2007.
Elle a gagné seize tournois ITF, onze en simple et cinq en double.
Elle est membre de l'équipe de Slovaquie de Fed Cup depuis 2008.

## Carrière
Kristína Kučová a remporté le simple junior de l'US Open 2007 contre la Polonaise Urszula Radwańska alors qu'elle n'était pas tête de série. En quart de finale, elle avait écarté la favorite Anastasia Pavlyuchenkova. Elle atteint la 3e place mondiale à l'issue du tournoi.
Elle obtient ses premiers résultats dans des tournois ITF dès 2008 en étant finaliste à Maribor et demi-finaliste à Dubaï, puis en 2009 avec des demi-finales à Johannesbourg, Zagreb, Athènes et une finale à Pozoblanco. Ces performances lui permettent de se rapprocher du top 100. Elle ne parvient cependant pas à confirmer lors de sa saison 2010 et chute au classement.

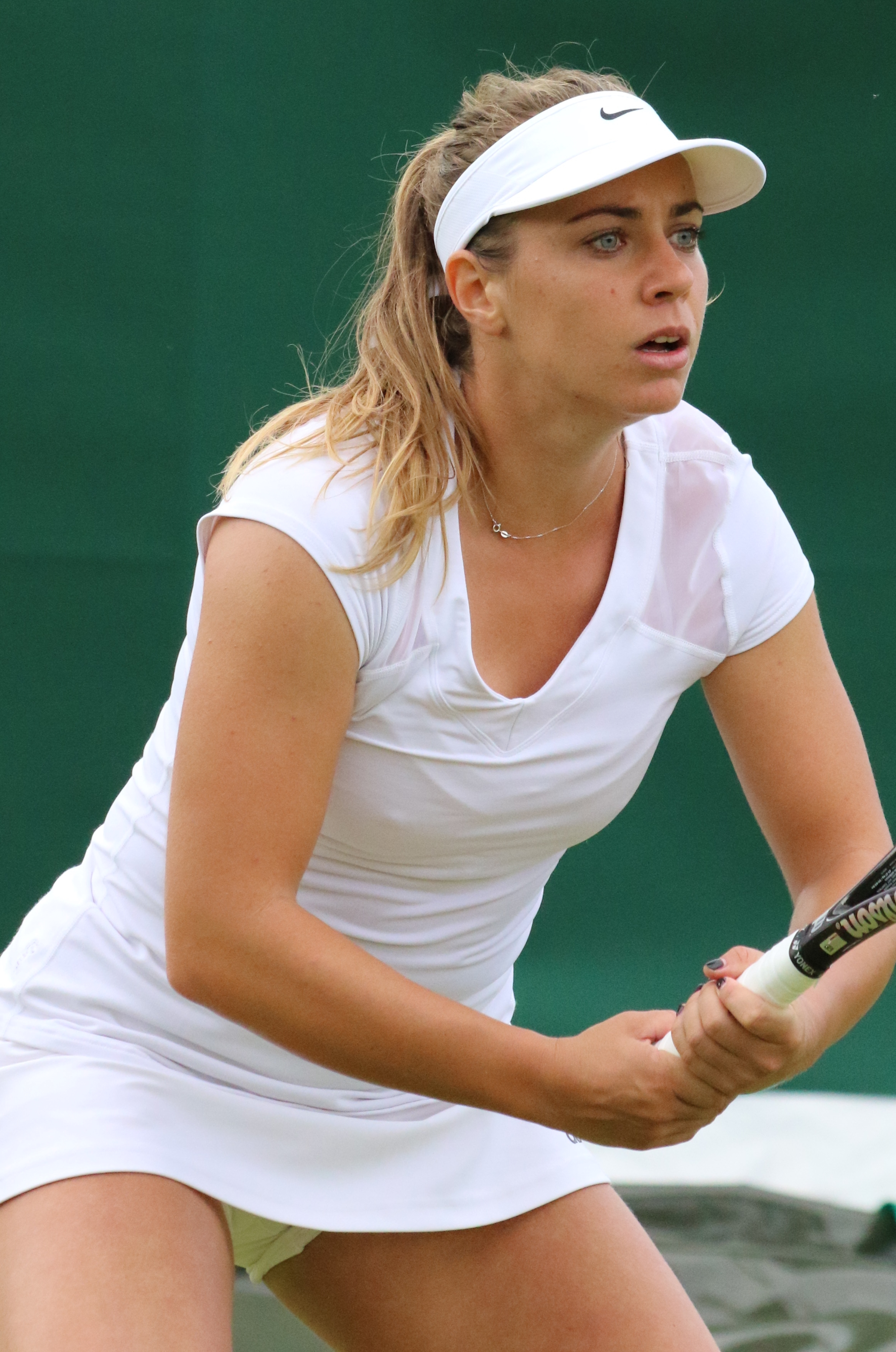
À Wimbledon 2016

En 2013, elle remporte son premier tournoi notable à Craiova (50 000 $) contre l'Italienne Alberta Brianti. En 2014, elle s'adjuge deux nouveaux titres (Sobota et Fleurus) mais atteint surtout les demi-finales de l'Open de Bucarest. Elle s'impose également à trois reprises sur le circuit secondaire en 2015.
Kristína Kučová se distingue en 2016 en atteignant tout d'abord les quarts de finale de l'Open de Malaisie, le 3e tour à Charleston et enfin les quarts à Istanbul. Elle se révèle cependant au mois de juillet lorsqu'elle s'achemine jusqu'en demi-finale de la Coupe Rogers à Montréal en étant issus des qualifications. Elle élimine notamment la n°9 mondiale Carla Suárez Navarro (3-6, 6-4, 6-4) au second tour, Eugenie Bouchard (3-6, 6-4, 6-3) en huitièmes et la n°14 Johanna Konta en quarts (6-4, 6-3). Elle cède finalement face à Madison Keys.
Ses saisons 2017 et 2018 sont cependant marquées par plusieurs blessures occasionnant un retrait du circuit pendant plusieurs mois. En 2019, elle remporte le plus gros titre de sa carrière à Dothan contre Lauren Davis. Elle se distingue ensuite à Paris par une victoire sur Svetlana Kuznetsova.

## Palmarès

### Titre en simple dames
Aucun

### Finale en simple dames
| No | Date       | Nom et lieu du tournoi | Catégorie | Dotation  | Surface      | Vainqueure      | Score     |          |
| -- | ---------- | ---------------------- | --------- | --------- | ------------ | --------------- | --------- | -------- |
| 1  | 19-07-2021 | Gdynia Open, Gdynia    | WTA 250   | 235 238 $ | Terre (ext.) | Maryna Zanevska | 6-4, 7-64 | Parcours |

### Titre en simple en WTA 125
| No | Date       | Nom et lieu du tournoi | Catégorie | Dotation    | Surface      | Finaliste              | Score    |          |
| -- | ---------- | ---------------------- | --------- | ----------- | ------------ | ---------------------- | -------- | -------- |
| 1  | 29-08-2020 | Prague Open, Prague    | WTA 125   | 3 125 000 $ | Terre (ext.) | Elisabetta Cocciaretto | 6-4, 6-3 | Parcours |

## Parcours en Grand Chelem

### En simple dames
| Année | Open d'Australie | Open d'Australie     | Internationaux de France | Internationaux de France  | Wimbledon      | Wimbledon        | US Open         | US Open            |
| ----- | ---------------- | -------------------- | ------------------------ | ------------------------- | -------------- | ---------------- | --------------- | ------------------ |
| 2008  | —                | —                    | —                        | —                         | —              | —                | Q2              | Mathilde Johansson |
| 2009  | —                | —                    | Q1                       | Michelle Larcher de Brito | 2e tour (1/32) | Amélie Mauresmo  | Q1              | Evgeniya Rodina    |
| 2010  | 1er tour (1/64)  | Vera Zvonareva       | Q1                       | Julia Cohen               | Q1             | Ajla Tomljanović | Q1              | Vesna Manasieva    |
| 2011  | —                | —                    | Q1                       | Laura Siegemund           | Q1             | Junri Namigata   | Q2              | Stéphanie Foretz   |
| 2012  | Q1               | Andrea Hlaváčková    | —                        | —                         | —              | —                | —               | —                  |
|       |                  |                      |                          |                           |                |                  |                 |                    |
| 2014  | Q1               | Paula Kania          | Q1                       | Irina Ramialison          | Q1             | Maryna Zanevska  | Q1              | Sofia Shapatava    |
| 2015  | Q2               | Maryna Zanevska      | Q1                       | Andrea Hlaváčková         | Q1             | Katie Swan       | Q1              | Tereza Mrdeža      |
| 2016  | Q3               | Wang Yafan           | Q3                       | Maryna Zanevska           | Q2             | Barbora Štefková | 1er tour (1/64) | Andrea Petkovic    |
| 2017  | 2e tour (1/32)   | Anastasija Sevastova | 1er tour (1/64)          | Samantha Stosur           | 2e tour (1/32) | Timea Bacsinszky | —               | —                  |
| 2018  | 1er tour (1/64)  | Naomi Osaka          | 1er tour (1/64)          | Zhang Shuai               | —              | —                | —               | —                  |
| 2019  | —                | —                    | 2e tour (1/32)           | Karolína Plíšková         | Q1             | Sabina Sharipova | Q3              | Tereza Martincová  |
| 2020  | Q1               | Barbara Haas         | Q1                       | Richèl Hogenkamp          | Annulé         | Annulé           | —               | —                  |
| 2021  | Q1               | Olga Danilović       | Q2                       | Katarina Zavatska         | Q2             | Astra Sharma     | 2e tour (1/32)  | Simona Halep       |
| 2022  | 2e tour (1/32)   | Sorana Cîrstea       | 1er tour (1/64)          | A. K. Schmiedlová         | 2e tour (1/32) | Petra Martić     | —               | —                  |
| 2023  | 1er tour (1/64)  | Diana Shnaider       | 1er tour (1/64)          | Aliona Bolsova            |                |                  |                 |                    |

N.B. : à droite du résultat se trouve le nom de l'ultime adversaire.

### En double dames
| 2022 | — | — | 2e tour (1/16) Potapova \|\| style="text-align:left;" \| Muhammad Shibahara | 1er tour (1/32) Emina Bektas \|\| style="text-align:left;" \| Dart Watson |  |  |

N.B. : le nom de la partenaire se trouve sous le résultat ; les noms des ultimes adversaires se trouvent à droite.

## Parcours en «Premier» et WTA 1000
Les tournois WTA « Premier Mandatory » et « Premier 5 » (entre 2009 et 2020) et WTA 1000 (à partir de 2021) constituent les catégories d'épreuves les plus prestigieuses, après les quatre levées du Grand Chelem. 

De 2009 à 2023, les tournois Premier Mandatory (dits tournois WTA 1000 obligatoires entre 2021 et 2023) regroupent Indian Wells, Miami, Madrid et Pékin, les autres constituant les tournois Premier 5 (tournois WTA 1000 non-obligatoires). À partir de 2024, le nombre de tournois WTA 1000 passe à 10 par saison (fin de l’alternance Doha / Dubaï), ces derniers devenant tous obligatoires et offrant tous 1000 points à la vainqueure (contre 900 points précédemment pour les tournois Premier 5).

### En simple dames
| Année |       |                |                |                             |                          |        |            |                    |             |                 |  |        |
| Doha  | Dubaï | Indian Wells   | Miami          | Madrid                      | Rome                     | Canada | Cincinnati | Pékin              |             | Wuhan           |  |        |
| Doha  | Dubaï | Indian Wells   | Miami          | Madrid                      | Rome                     | Canada | Cincinnati | Pékin              | Guadalajara |                 |  |        |
| Doha  | Dubaï | Indian Wells   | Miami          | Madrid                      | Rome                     | Canada | Cincinnati | Pékin              |             |                 |  |        |
| 2016  |       |                | Hors catégorie |                             |                          |        |            | 1/2 finale M. Keys |             |                 |  |        |
| 2017  |       | Hors catégorie |                |                             | 1er tour (1/64) N. Osaka |        |            |                    |             |                 |  |        |
|       |       |                |                |                             |                          |        |            |                    |             |                 |  |        |
| 2021  |       | Hors catégorie |                | 2e tour (1/32) S. Rogers    | 2e tour (1/32) A. Barty  |        |            |                    |             | Annulé          |  | Annulé |
| 2022  |       |                | Hors catégorie | 2e tour (1/32) A. Kontaveit | 1er tour (1/64) D. Gálfi |        |            |                    |             | Hors calendrier |  |        |

Sous le résultat, l’ultime adversaire.
1. 1 2   Les tournois de Doha et Dubaï alternent le statut de tournoi WTA 1000 (ex Premier 5) entre 2009 et 2023 : les trois premières éditions ont lieu à Dubaï, les trois suivantes à Doha, puis Dubaï accueille le tournoi de cette catégorie les années impaires et Dubaï les années paires. De 2011 à 2023, la ville qui n’accueille pas de WTA 1000 organise à la place un tournoi WTA 500 (ex Premier).
2. 1 2 3 4 5 6 7   L’ordre de déroulement des tournois a évolué depuis 2009 : Rome se dispute avant Madrid et Cincinnati avant Montréal/Toronto jusqu’en 2010, tandis que Tokyo/Wuhan/Guadalajara ont lieu avant Pékin jusqu’en 2023.
3. 1 2  Du fait de la pandémie de Covid-19, les tournois d’Indian Wells, de Miami, de Madrid, du Canada, de Wuhan et de Pékin sont annulés en 2020. Ces deux derniers le sont également en 2021. Pour des raisons d’organisation, le tournoi de Cincinnati 2020 a exceptionnellement lieu à Flushing Meadows à New York.
4. ↑  Le 1er décembre 2021, le président de la WTA, Steve Simon, annonce que tous les tournois prévus en Chine et à Hong Kong sont suspendus à partir de 2022, en raison de préoccupations concernant la sécurité et le bien-être de la joueuse de tennis chinoise Peng Shuai après ses allégations de relations sexuelles non-consenties avec Zhang Gaoli, membre de haut rang du Parti communiste chinois. Le tournoi de Pékin revient en 2023. Le tournoi de Guadalajara remplace celui de Wuhan pendant deux ans, ce dernier réapparaissant en 2024.

## Parcours en Fed Cup
| #                                                                    | Date       | Lieu       | Surface      | Gagnante(s)                         | Perdante(s)                          | Score          |          |
| -------------------------------------------------------------------- | ---------- | ---------- | ------------ | ----------------------------------- | ------------------------------------ | -------------- | -------- |
|                                                                      |            |            |              |                                     |                                      |                |          |
| 2008 - Barrage (groupe mondial II) - Slovaquie - Ouzbékistan - 5 : 0 |            |            |              |                                     |                                      |                |          |
| 1                                                                    | 26/04/2008 | Bratislava | Terre (int.) | Kristína Kučová                     | Vlada Ekshibarova                    | 6-1, 2-6, 6-4  | Parcours |
|                                                                      |            |            |              |                                     |                                      |                |          |
| 2010 - 1er tour (groupe mondial II) - Slovaquie - Chine - 3 : 2      |            |            |              |                                     |                                      |                |          |
| 2                                                                    | 06/02/2010 | Bratislava | Dur (int.)   | Han Xinyun                          | Kristína Kučová                      | 6-1, 6-1       | Parcours |
| 2                                                                    | 06/02/2010 | Bratislava | Dur (int.)   | Lu Jing-Jing Zhang Shuai            | Dominika Cibulková Kristína Kučová   | 2-3, ab.       | Parcours |
|                                                                      |            |            |              |                                     |                                      |                |          |
| 2014 - Barrage (groupe mondial I) - Canada - Slovaquie - 3 : 1       |            |            |              |                                     |                                      |                |          |
| 3                                                                    | 19/04/2014 | Québec     | Dur (int.)   | Eugenie Bouchard                    | Kristína Kučová                      | 7-60, 2-6, 6-1 | Parcours |
|                                                                      |            |            |              |                                     |                                      |                |          |
| 2015 - 1er tour (groupe mondial II) - Pays-Bas - Slovaquie - 4 : 1   |            |            |              |                                     |                                      |                |          |
| 4                                                                    | 07/02/2015 | Apeldoorn  | Terre (int.) | Richèl Hogenkamp Michaëlla Krajicek | Kristína Kučová Kristina Schmiedlová | 7-5, 6-1       | Parcours |
|                                                                      |            |            |              |                                     |                                      |                |          |
| 2017 - Barrage (groupe mondial I) - Slovaquie - Pays-Bas - 2 : 3     |            |            |              |                                     |                                      |                |          |
| 5                                                                    | 22/04/2017 | Bratislava | Terre (int.) | Richèl Hogenkamp                    | Kristína Kučová                      | 7-5, 6-4       | Parcours |

## Classements WTA en fin de saison
| Année          | 2006 | 2007 | 2008 | 2009 | 2010 | 2011 | 2012 | 2013 | 2014 | 2015 | 2016 | 2017 | 2018 | 2019 | 2020 | 2021 | 2022 | 2023 |
| Rang en simple | 1247 | 589  | 217  | 105  | 234  | 205  | 287  | 154  | 143  | 147  | 82   | 243  | 265  | 172  | 149  | 109  | 185  | 510  |
| Rang en double | 480  | 566  | 344  | 199  | 416  | 752  | 567  | 489  | –    | 374  | 592  | –    | –    | –    | –    | –    | 414  | –    |

Source : (en) Classements de Kristína Kučová sur le site officiel de la Fédération internationale de tennis